# Distritos de España
El distrito en España es una subdivisión administrativa de ámbito local. La Ley de Grandes Ciudades prevé la creación —aunque ya existían con anterioridad— y define la organización del distrito como elemento de participación ciudadana en los municipios de gran población.

## Ley de Grandes Ciudades de España
Los municipios en los que es aplicable esta ley son todos aquellos con más de 250 000 habitantes, las capitales provinciales o autonómicas de más de 175 000 habitantes, y opcionalmente, las restantes capitales provinciales, sedes de organismos autonómicos o provinciales y ciudades de más de 75 000 habitantes cuyas características lo justifiquen y lo aprueben las Asambleas Legislativas de sus Ayuntamientos. 